# جزر عيش سفاري
جزر عيش سفاري Eish safari Island هي لعبة تقمّص للأدوار كثيفة اللاعبين على الإنترنت، تُمكن اللعبة من تكوين صداقات جديدة إذ توفر للاعبين صندوق دردشة كما توفر خاصية التحدث الجماعي، وتحتوي اللعبة على قبيلتين يكنوم و هوهولوا، تحتوي كل قبيلة على مجموعة من الألغاز والمهمات السهلة والمتوسطة. يستطيع اللاعب اختيار شكل الشخصية والقبيلة الذي يريد الانتماء إليها، وبعد دخوله للعبة لأول مرة، يكون اللاعب غارق في سفينة نائية بعيدة غير مأهولة. يمكنه التنقل بين القبائل المتحاربة في الجزيرة، وكل من القبيلتين سيطلب منك الوقوف إلى جانبه ضد القبيلة المنافسة، وهو قرار سيحدد الكثير من مصيرك، يستطيع اللاعب شراء الملابس والمنزل والأثاث ثم تعلم المهارات، حل الألغاز، وكذلك تطوير الأسلحة ليبدأ اللاعب رحلته لكي يصبح قائد القبيلة، وذلك عن طريق مقاتلة لاعبين القبيلة المنافسة.

## التاريخ
في أبريل 2010، تم الإعلان عن مشروع جزر جزر عيش سفاري من قبل شركة ascii media والتي وقعت شراكة مع MBC و شركة الاتصالات السعودية في الشرق الأوسط وشمال إفريقيا مع حجم استثمار فاق 1.5 مليون دولار.
يوم الأربعاء 2 مارس 2011، أعلن ناشر اللعبة GameSamba عن النسخة التجريبية المفتوحة لجزيرة عيش سفاري.
يوم الإثنين 7 مارس 2011، تم إطلاق النسخة التجريبية العربية تحت اسم جزر عيش سفاري برعاية MBC.
بعد سنوات تم إطلاق وبشكل رسمي النسخة الأصلية تحت عنوان جزر عيش سفاري.

## القبائل
قبيلة يكنوم: سكان الغابات، قبيلة يكنوم لديهم قصص أسطورية حول القرد الكبير الذي عاش أكثر من 5000 سنة مضت.
قبيلة هوهولوا: سكان البركان، قبيلة هوهولوا لديهم ولع بالحرارة المتعلقة بالأرض، فهم بارعون في تحويل عناصر المعادن إلى أشكال مختلفة، وذلك قد ظهر أولا من قبل المؤسس فون تاب.

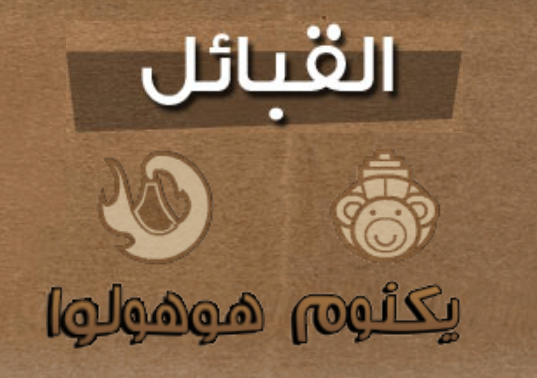
صورة لقبائل جزر عيش سفاري

## الألعاب المصغرة
توجد في جزيرة جزر عيش سفاري ما يقرب من 20 لعبة مصغرة، عندما تنتهي من الألعاب المصغرة، تحصل على عملة يمكن صرفها للوصول إلى القبيلة المنافسة أو تطوير سلاحك أو مظهرك.

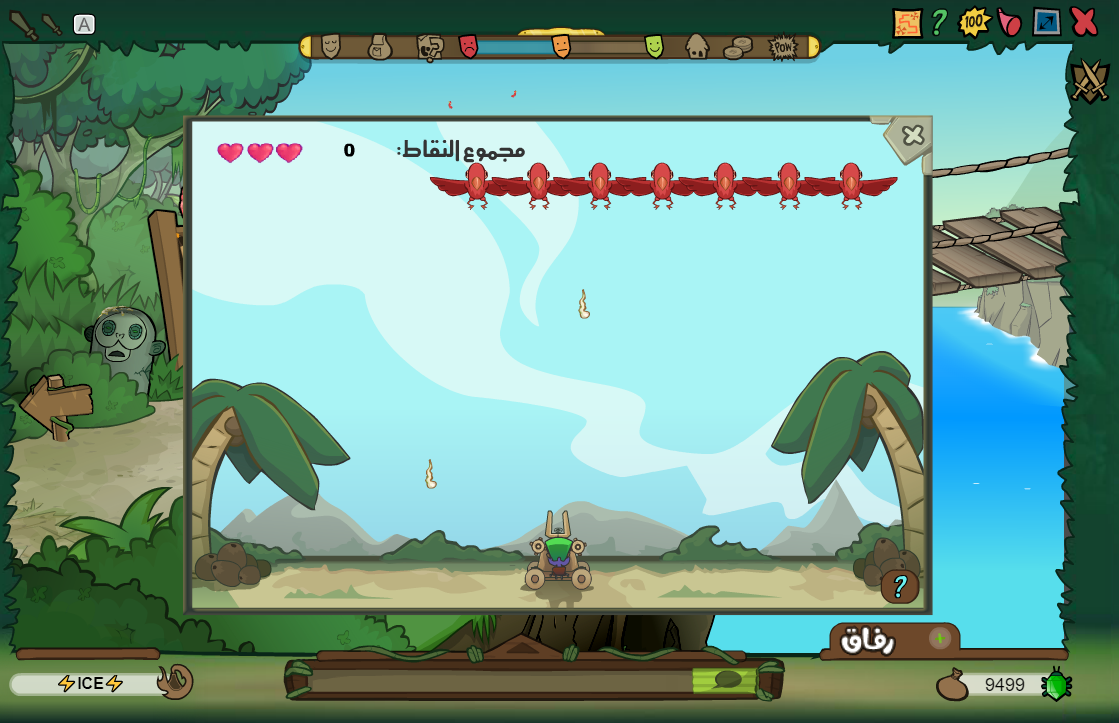
صورة لإحدى الألعاب المصغرة في لعبة جزر عيش سفاري

## ساحة المعركة
أو ما يعرف باسم ساحة القتال حيث يمكن للاعبين ان يواجهوا افراد القبيلة الأخرى، كلما زاد عدد مرات الفوز زادت كمية الأسلحة التي يمكن شراؤها وزاد المستوى القتالي. يسعى المحاربون للوصول لأخر مستوى وهو المستوى 14 بعد ذلك يحصل اللاعب على فرصة واحدة لمواجهة قائد قبيلته فإذا فاز بالمعركة يصبح هو قائد القبيلة.

## العملات

### نبذة عن نظام العملات
تحتوي جزر على عملتين:
عملة الجوهرة الخضراء: وهي عملة خاصة بقبيلة يكنوم، تقدر قيمتها بجمالها.
عملة الحجر الأسود: وهي عملة خاصة بقبيلة هوهولوا، يتم استخراج الحجرة السوداء من عمق البركان. الحجرة تتميز باللون الأسود واللون الأحمر من الداخل.

### ما يمكن فعله بالعملات
يتم استعمال العملات لشراء الملابس والأثاث، وكذلك لتطوير الأسلحة والمنزل.

#### ملاحظة
عندما تكون في القبيلة الأخرى، يجب استخدام عملة القبيلة التي توجد بها والتي ستحصل عليها بإستبدال عملتك المحلية بعملة القبيلة الأخرى.